# Puente de cristal
Puente de cristal é uma telenovela mexicana, produzida pela Televisa e exibida em 1965 pelo Telesistema Mexicano.

## Elenco
- Guillermo Aguilar
- Anita Blanch
- Tony Carbajal
- Miguel Manzano
- Gloria Marín
- Andrea Palma
- Beatriz Sheridan